# Millennials
De Millennials, ook wel Generatie Y genoemd, zijn een demografische generatie volgend op Generatie X. In de demografie worden de mensen die zijn geboren tussen 1980 en 1996 gerekend onder de Millennials / Generatie Y.
De Millennials zijn vanaf de jaren 80 tot aan het nieuwe (het huidige) millennium (het jaar 2000) geboren. De drie oudste 'groepen' Millennials (op geboortejaar, ieder geboortejaar geldt in deze als 'groep') hebben de bijzonderheid dat zij de enige mensen zijn die volwassen werden tijdens de ingang van het nieuwe (het huidige) millennium: iedereen die is geboren tussen 1 januari 1980 en 1 januari 1982 heeft de overgang naar het huidige millennium meegemaakt als een jongvolwassene van 18, 19 of 20 jaar oud, waarmee verondersteld kan worden dat zij deze overgang zeker bewust hebben doorgemaakt. De vier jongste 'groepen' Millennials betreft iedereen die is geboren tussen 31 december 1993 en 31 december 1996. Deze vier jongste groepen Millennials hebben enkel hun baby- en peuterjaren, en sommigen óók hun kleuterjaren, in het vorige millennium doorgemaakt, zij zullen in veel gevallen de overgang naar het huidige millennium dan ook niet bewust hebben doorgemaakt. Iets wat echter álle Millennials hebben meegemaakt is de opkomst van verscheidene soorten mobiele telefoons en sociale media.
De Millennials / Generatie Y hebben als ouders zowel de mensen die behoren tot de Babyboomgeneratie (1945-1960) als de mensen die behoren tot de Generatie X (1961-1979). De generatie die volgt op de Millennials / Generatie Y is Generatie Z (1997-2012).
Verloren Generatie · Groots(t)e Generatie · Stille Generatie · Babyboomgeneratie · Generatie X · Generatie Y· Generatie Z · Generatie Alfa · Generatie Bèta